# Munka (Zhoa)
Munka est un village du Cameroun situé dans l’arrondissement (commune) de Zhoa, dans le département de Menchum et dans la Région du Nord-Ouest.

## Localisation
Munka est situé à environ 93 km de Bamenda, le chef lieu de la Région du Nord-Ouest et à 363 km de Yaoundé, la capitale du Cameroun. 

## Population
Lors du recensement de 2005, on a dénombré 432 habitants, dont 251 hommes et 181 femmes.